# Virginia de Castiglione
Pour les articles homonymes, voir Oldoini.
Pour les autres significations, voir La Castiglione (film, 1954).
Virginia Oldoïni, devenue comtesse di Castiglione par son mariage, dite La Castiglione, née à Florence le 22 mars 1837 et morte dans le 1er arrondissement à Paris le 28 novembre 1899, est une aristocrate piémontaise, missionnée par le ministre Cavour du roi de Piémont-Sardaigne pour devenir maitresse de l'empereur des Français Napoléon III. Elle est également une figure des premières heures de la photographie. La Castiglione est qualifiée de « plus belle femme de son siècle »,.

## Biographie

### Jeunesse
Elle est la fille unique du marquis Filippo Oldoïni Rapallini (it) (1817-1889), premier député de La Spezia au Parlement du royaume de Sardaigne (en 1848) puis ambassadeur du royaume d'Italie à Moscou et à Lisbonne, et de sa première épouse et cousine Isabella Lamporecchi, fille du juriste florentin Ranieri Lamporecchi et de la danseuse de théâtre Luisa Chiari. Elle reçoit l'éducation soignée typique de la noblesse piémontaise, apprenant l'anglais et le français rapidement, pratiquant la danse et la musique.
Consciente de sa beauté, elle est surnommée La Perla d'Italia (La Perle d'Italie) alors que sa famille l'appelle « Nicchia ». Elle épouse, le 9 janvier 1854, à l'âge de 16 ans (presque 17), le comte Francesco Verasis di Castiglione (1826-1867), dont c'est le deuxième mariage et auquel elle donne le 9 mars 1855 un fils prénommé Giorgio (1855-1879). Délaissée par un mari au caractère réservé contrairement au sien et souvent appelé auprès du roi, elle prend pour amant le jeune officier et ami d'enfance Ambrogio Doria puis son frère Marcello, ce qui crée des tensions dans le couple qui s'est installé à Turin.

### À Paris, rue de Castiglione, et à la cour de France

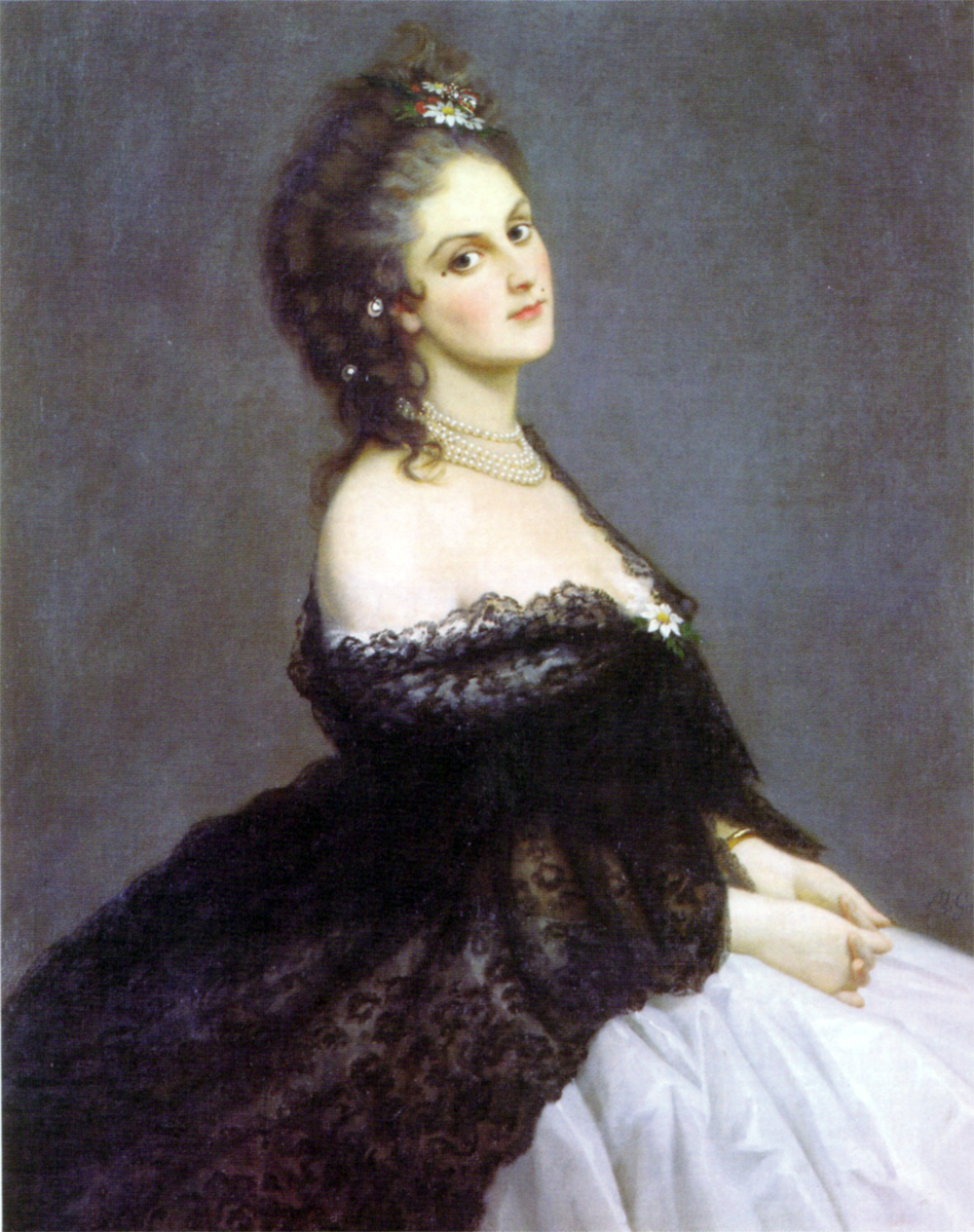
La comtesse de Castiglione par Gordigiani en 1862.

Quelques semaines après ses couches, aux fins de servir en secret les intérêts du roi de Sardaigne Victor-Emmanuel II (dont elle est devenue aussi la maîtresse) et l'unification de l'Italie, son cousin Camillo Cavour lui demande de se rendre à Paris pour que la jeune femme de 18 ans séduise l'empereur Napoléon III qui en a 47, afin d'influencer ses décisions politiques et obtenir l'appui du gouvernement français pour la création d'une Italie unifiée et indépendante. La comtesse rêvant de jouer un rôle politique accepte cette mission. Accompagnée de son mari et de son fils, elle arrive le 25 décembre (1855?) [précision nécessaire] à Paris, où ils s'installent au 10 rue de Castiglione.
Nigra est dans le secret de la mission confiée à la Castiglione. Il la soutient pour qu'elle persuade Napoléon III de s'engager en faveur de l'Italie, mais aussi pour lui soutirer des informations concernant l'avancée des négociations du congrès de paix. Le jeune Nigra travaille avec Cavour, cousin de la comtesse et tête pensante de la mission. Cavour est le représentant du Piémont au congrès de paix ayant lieu à Paris, à la suite du succès de la guerre de Crimée en 1856 où le sort de l'Italie doit être joué. Tous les deux veulent introduire la question de l'unification de l'Italie et gagner le soutien de l'Empereur des Français.
Le 9 janvier 1856 la Castiglione est présentée à Napoléon III, en l'absence de l'impératrice Eugénie retenue par sa grossesse, lors d'un bal chez la princesse Mathilde, fille de Jérôme Bonaparte, dernier frère de Napoléon 1er.
La relation de la comtesse avec Napoléon III se matérialise dans le parc de Saint-Cloud au milieu du château de Villeneuve-l'Étang[pas clair] à Marnes-la-Coquette le 27 juin 1856. L'empereur et la comtesse étant mariés, le double adultère impérial fait scandale, et contraint le comte de Castiglione à se séparer de sa femme : ruiné par le train de maison luxueux dans leur hôtel parisien de la rue de Castiglione, il repart seul en Italie où il doit vendre toutes ses possessions pour rembourser les dettes faites par son épouse.
Libre, la comtesse entretient avec l'Empereur des Français une relation pendant deux années (1856-57). Néanmoins, d'après une rumeur infondée, la comtesse de Castiglione serait devenue en 1862, la mère d'un fils illégitime de l'empereur, le chirurgien-dentiste Arthur Hugenschmidt. Robert de Montesquiou, dans la dédicace qu'il fit à Hugenschmidt de son poème des Paroles diaprées reprend la rumeur.

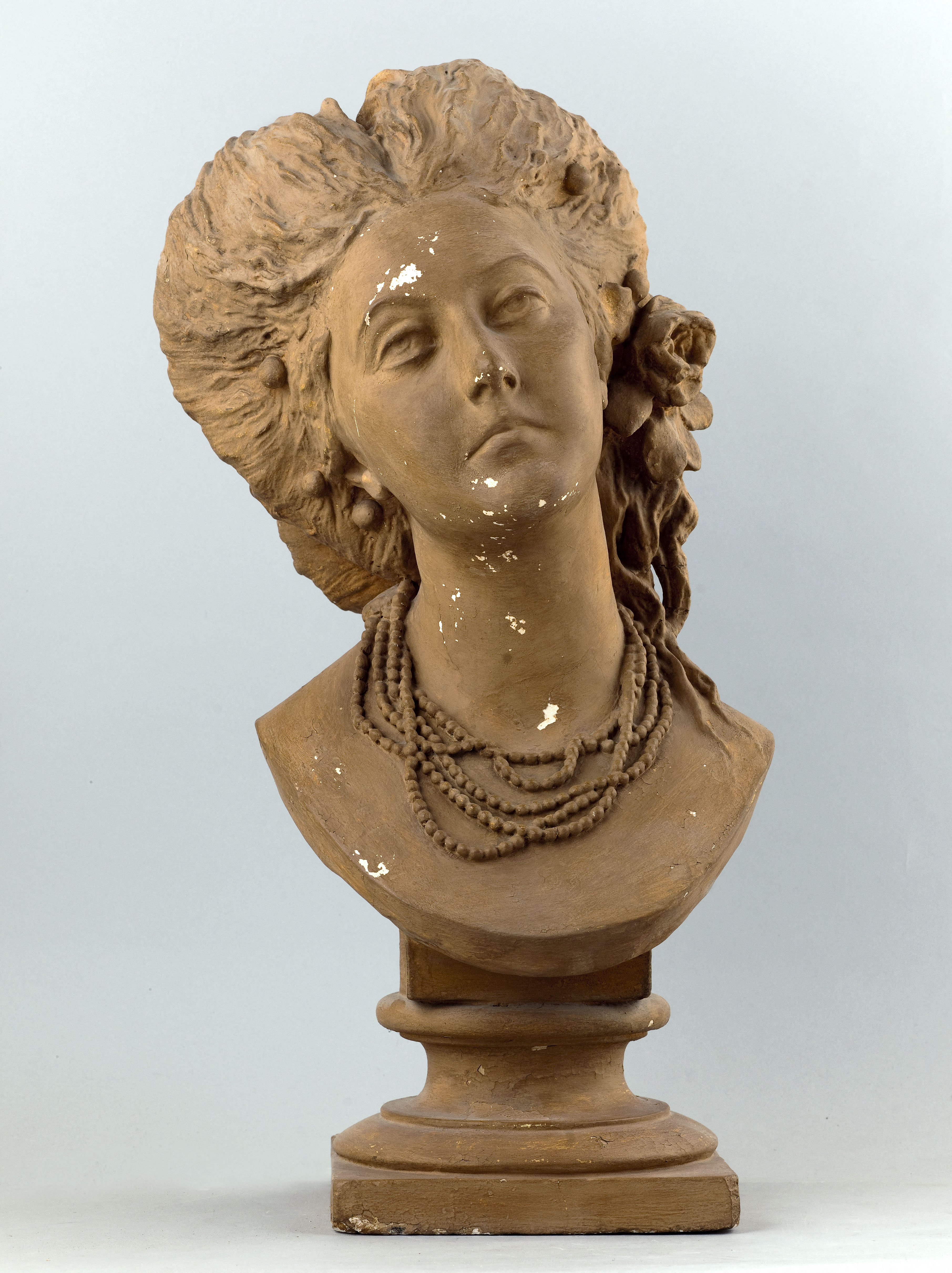
Buste de la comtesse de Castiglione par Vincenzo Vela.

Cet adultère impérial qui défraye la chronique lui ouvre les portes des salons privés d'Europe qui, en temps normal, lui auraient été fermées. Elle y rencontre les grands de cette époque : la reine Augusta de Prusse, Otto von Bismarck et Adolphe Thiers.
Mais narcissique et capricieuse, snobant le reste de la cour et se vantant publiquement des cadeaux que l'empereur lui offre à partir des fonds secrets, elle finit par se rendre antipathique et lasse l'empereur qui prend une nouvelle maîtresse, la comtesse Marianne Walewska. De plus, dans la nuit du 5 au 6 avril 1857 alors qu'il sort de chez la comtesse Castiglione, trois carbonari italiens Grilli, Bartolotti, Tibaldi, accusés d'être à la solde du révolutionnaire Giuseppe Mazzini, tentent de tuer l'empereur. Soupçonnée à tort de complicité, elle est officiellement expulsée de France par des agents secrets en possession d'un décret signé par le ministre de l'Intérieur. En réalité, elle s'éloigne simplement et revient en grâce dès le mois suivant grâce à la princesse Mathilde et à son complice et confident Joseph Poniatowski.
Malgré la rupture avec Napoléon III, elle prétend néanmoins que son influence sur l'empereur s'est concrétisée le 21 juillet 1858 lors de l'entrevue secrète à Plombières entre Napoléon III et le comte de Cavour, aboutissant au traité de Plombières.
Pour la première fois depuis son retour à Paris en 1861, elle est invitée à la Cour, au bal costumé des Tuileries le 9 février 1863. Elle y apparaît déguisée en reine d’Étrurie. Son costume se compose d'un péplum de velours noir sur une jupe orangée, elle porte des bijoux en cuivre doré et tient dans sa main un éventail en plumes de paon. Virginia se précipite le lendemain à l'atelier de photographie pour immortaliser sa tenue. Persuadée de son succès et de son retour dans les hautes sphères, elle prend des poses lascives et suaves, mime l'innocence. Toutefois son costume fait scandale. Mal aimée à la Cour, elle subit le déchainement de la presse, elle est accusée d'être apparue nue à la fête. Son mari, le Comte François, toujours en Italie, menace de lui reprendre Giorgio. Elle lui répondra par une photographie nommée « La Vengeance » et garde l'enfant. Sur cette photo, elle est vêtue du même costume de reine d’Étrurie mais avec la cape recouvrant ses épaules et ses bras nus, à la main elle tient un poignard.
Soutenue par sa beauté, mais aussi un charme irrésistible et une intelligence subtile, la comtesse de Castiglione va conquérir toutes les cours d'Europe, si bien que, durant la guerre franco-prussienne de 1870, Napoléon III, vieillissant, malade et vaincu, lui demandera une dernière fois de jouer de ses talents de diplomate pour plaider la cause de la France auprès du chancelier de Prusse Bismarck, et d'éviter à Paris l'humiliation d'une occupation par des troupes étrangères.

### De la pose à la création photographique

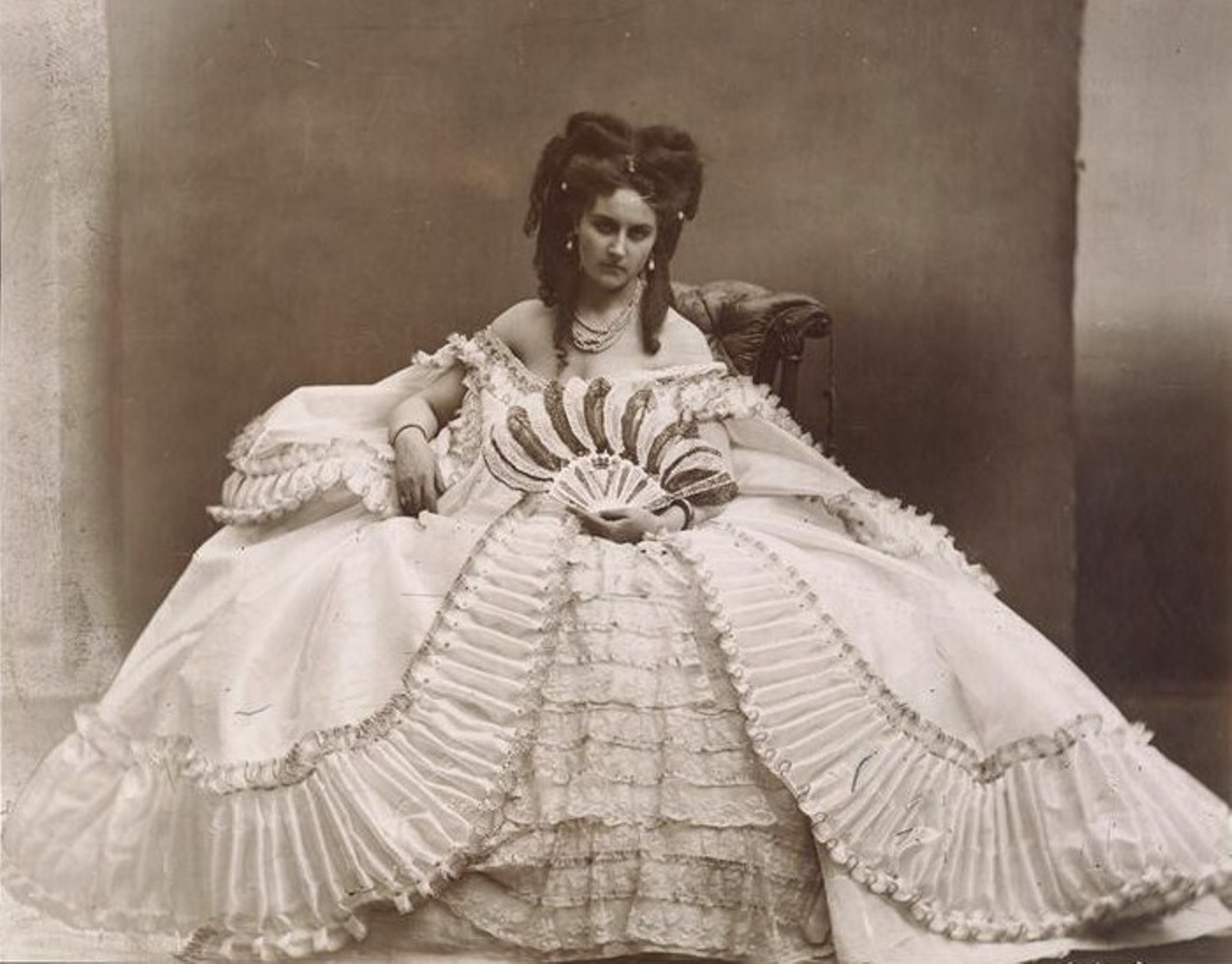
Photographie de la comtesse de Castiglione, dite à l'éventail, sous le titre de Elvira en 1863, par Pierre-Louis Pierson à Paris. Collection du Metropolitan Museum of Art.

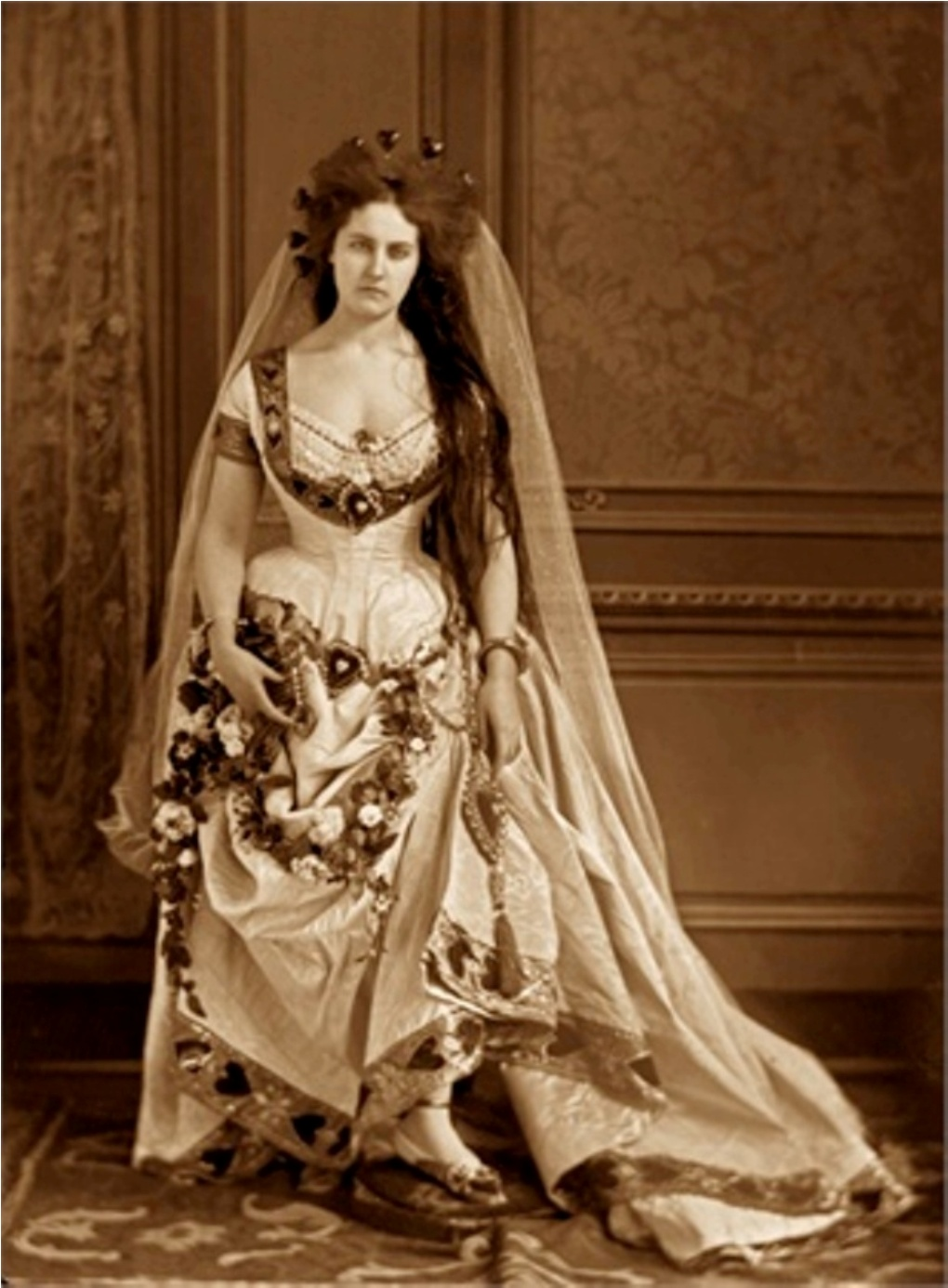
La comtesse de Castiglione en Dame de Cœur vers 1863, par Pierre-Louis Pierson à Paris. L'impératrice Eugénie de Montijo commente : le cœur est un peu bas. Collection du Metropolitan Museum of Art.

En juillet 1856, la Comtesse se rend à l'atelier des frères Mayer et de Pierre-Louis Pierson à Paris. Ses premières poses signent le début d'une collaboration qui durera près de quarante ans.
Dans ses plus belles années, la comtesse se pare de robes de bal ou de jour somptueuses, de bijoux, de postiches et de perruques poudrées. Elle utilise également des accessoires pour recréer un personnage, une scène, un sentiment… Pierre-Louis Pierson réalise plus de 450 portraits pour lesquels elle organise elle-même la mise en scène (elle y dépense pratiquement toute sa fortune personnelle) et auxquels elle se décrit un jour comme « la plus belle créature qui ait existé depuis le commencement du monde ».
Elle pose également avec des costumes. Celui de la « dame de cœurs » est l'un des plus beaux. La photographie prise par Aquilin Schad est retravaillée à la gouache dans l'atelier Mayer et Pierson entre 1861 et 1863. Cette œuvre est présentée à la section française de photographie de l'Exposition universelle de 1867 à Paris. La Comtesse y fera sa visite le 1er mai au bras du prince Georges de Prusse.
La comtesse porta cette robe le 17 février 1857 dans le bal donné au ministère des Affaires étrangères. Au point culminant de leur relation désormais connue de tous à la cour, Napoléon III déguisé et masqué essaye de se divertir incognito mais les invités suivent attentivement ses gestes. Cette soirée montre un reflet du faste de la cour impériale marquée par la nostalgie de Versailles ou de Trianon, Marie-Antoinette inspirant particulièrement Eugénie. Tous les invités portent des costumes faisant référence à cette époque. Mal vue à la cour pour ses frasques assumées avec l'Empereur, la comtesse porte « le costume le plus fantaisiste et le plus hardi qui puisse être imaginé ». Ce costume Louis XV, moitié actuel, portait pour titre : « dame de cœurs ». Les jupes retroussées sur le jupon de dessous ainsi que le corsage se trouvaient enlacés de chaînes formant de gros cœurs. La merveilleuse chevelure de la comtesse en cascades sur son cou. Le costume éblouissant d'or était magnifique… À la vue du cœur central cousu sur la robe juste au-dessus du haut des cuisses de la comtesse, Eugénie réplique sèchement « Le cœur est un peu bas. » La tenue est indécente, elle porte sa robe sans corset, la gaze révèle presque le bout de son sein.
De 1856 à 1857 elle compose un album de photographies d'elle-même et l'offre à Costantino Nigra. Cet album contient vingt-cinq photographies de tailles et formats différents réalisés dans l'atelier. On peut voir son fils prendre la pose, par exemple comme garçon d'honneur portant la traine de la robe de sa mère.
Quand elle revient en France en 1861 avec son fils Giorgio (Georges) commence une période de grande créativité jusqu'en 1863.
Entre 1861 et 1867, plus de quarante séances sont organisées pour 176 poses différentes.
Les photographies de Virginia de Castiglione ont marqué l'histoire de la photographie. Ses poses innovantes se distinguent des normes de l'époque. Choisissant les costumes, les angles et les prises de vues, son travail sur la mise en scène anticipe celui des photographes contemporains comme Cindy Sherman.
Le comte meurt brutalement en 1867 de façon accidentelle, la Castiglione se fait photographier en vêtements de deuil chez Pierson et abandonne la photographie jusqu'en 1875.
De 1893 à 1895 ne parvenant pas à faire le deuil de son succès passé, elle réalise quatre-vingt-deux photos dans l'atelier parisien où elle revêt ses tenues fastueuses d'antan. D'une façon qui peut sembler pathétique et morbide elle pose, comme pendant sa jeunesse. Elle a très mal vieilli, elle n'a plus de dents, presque plus de cheveux. Le 22 mars 1913, son ami photographe Pierson meurt avec le regret de n'avoir su capturer la vraie beauté de la comtesse.

### Dernières années

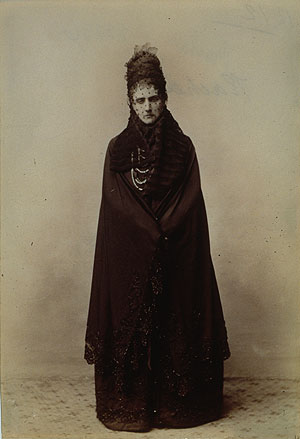
La comtesse de Castiglione, enveloppée de voile et châle en crêpe noirs, 1893.

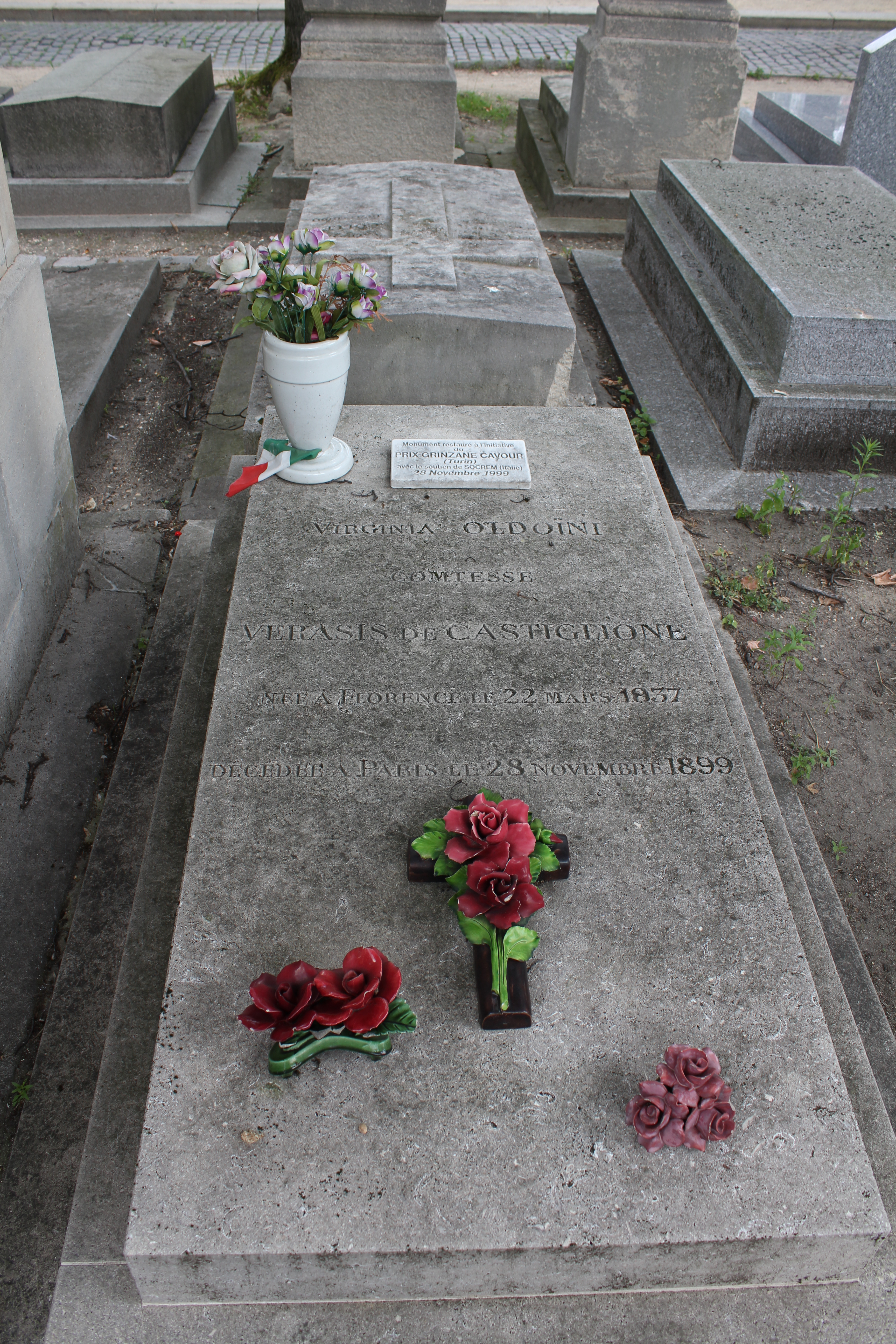
Tombe de la comtesse au cimetière du Père-Lachaise.

Après l'effondrement de l'Empire et l'établissement de la Troisième République bourgeoise et pudibonde [réf. nécessaire], la comtesse, veuve et ayant perdu prématurément son fils légitime mort de la variole, vit dans un monde qui ne lui ressemble plus.
Après la fin du Second Empire, la mort de son mari puis de son fils, Virginia s'enferme au 26, place Vendôme dans un appartement morne, triste et sombre. À la mort de son ami le docteur Émile Blanche en 1893, elle demande à son fils, le peintre Jacques-Émile Blanche de peindre son portrait, chose qu'il ne fera qu'après la mort de la comtesse (semble-t-il vers 1914).
Dans les années 1880, esclave de son image et ne supportant pas de vieillir, elle souffre de neurasthénie et misanthropie. Elle se terre à l'abri des miroirs qu'elle a fait voiler dans son appartement. En 1893, elle déménage 14 rue Cambon où elle sombre dans l'anonymat et le dénuement. Elle ne sort plus qu'à la nuit tombée, pour ne pas être confrontée au regard que les passants pourraient porter sur les « ravages » que le temps, d'après elle, a fait subir à sa beauté. Elle décède à son domicile parisien du 1er arrondissement, le 28 novembre 1899 à l'âge de 62 ans, aux côtés des dépouilles empaillées de ses chiens. Le secrétaire d'ambassade italienne à Paris Carlo Sforza accourt pour brûler ses papiers compromettants.
La comtesse de Castiglione, qui fit les beaux jours du Second Empire, repose au cimetière du Père-Lachaise (division 85, 2e ligne, tombe 83). Longtemps à l’abandon, cette tombe a été restaurée pour le centième anniversaire de sa mort grâce au prix Grinzane Cavour et une plaque de marbre, datée du 28 novembre 1999, déposée.

## La comtesse de Castiglione dans les arts

### Sculpture
(liste non exhaustive)
- 1864 - La Comtesse de Castiglione en costume de reine d'Étrurie, plâtre patiné par Albert-Ernest Carrier-Belleuse, (château de Compiègne).
- 1864 - La Comtesse de Castiglione en costume de reine d'Étrurie, terre cuite patinée à rehauts de couleur bronze, par Albert-Ernest Carrier-Belleuse, coll. Lucile Audouy, Paris.

### Films
- La Contessa Castiglione, 1942, film de Flavio Calzavara avec Doris Duranti.
- La Castiglione, 1954, film de Georges Combret avec Yvonne De Carlo.
- La comtesse de Castiglione, de Josée Dayan, avec Jeanne Moreau. Première diffusion : 27 juin 2009 sur France 2.
- La Comtesse de Castiglione, film expérimental réalisé par David Lodge, présenté en 2010 au festival de court-métrage de Clermont-Ferrand.
- La Séance, 2015, court-métrage d'Édouard de La Poëze, avec Fanny Ardant et Paul Hamy.

### Documentaire
Virginia de Castiglione fait partie des figures féminines traitées dans le cadre de l'émission Secrets d'histoire, intitulée Les reines de Paris.

### Théâtre

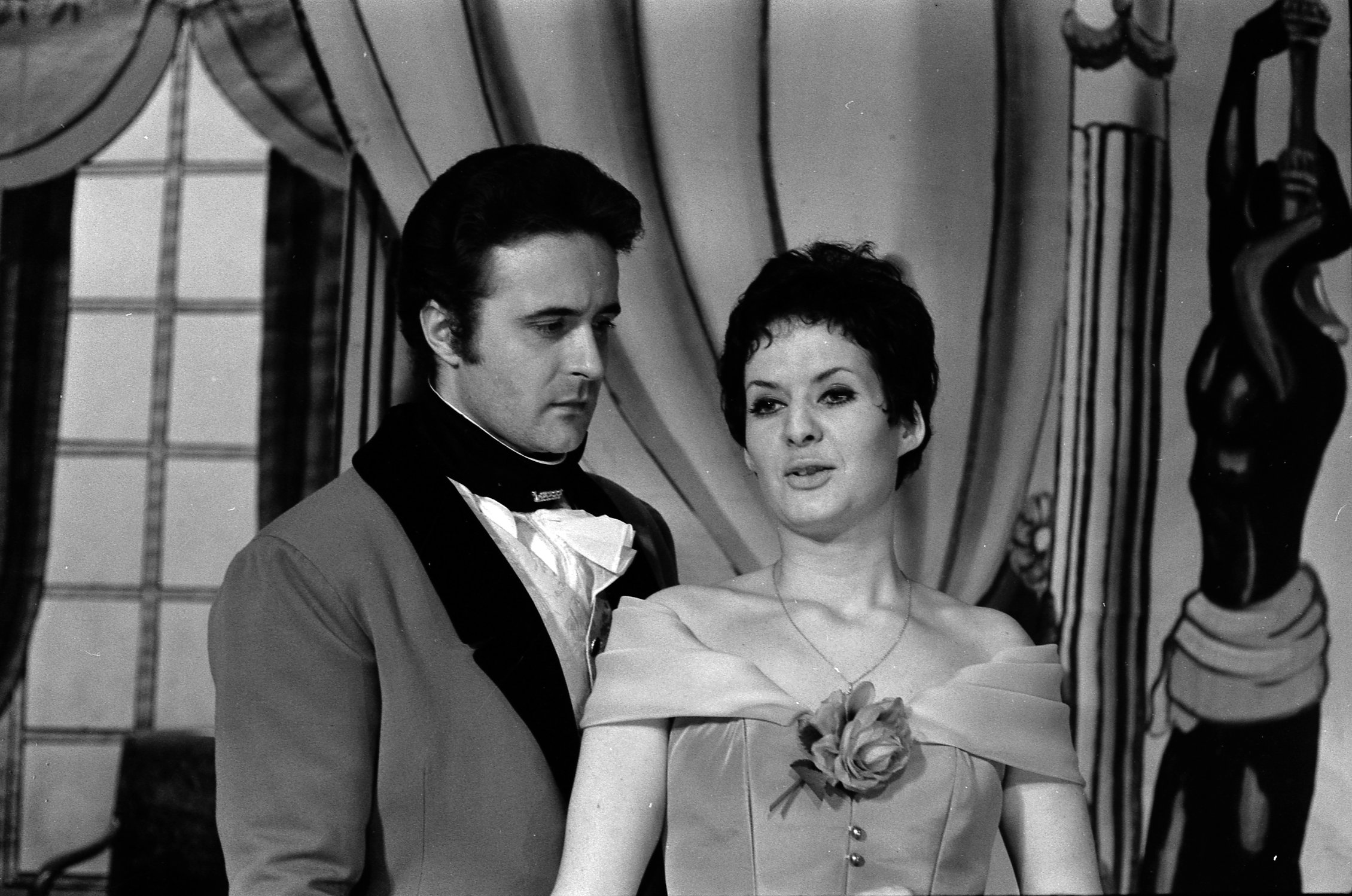
Représentation de La Castiglione au Théâtre du Capitole de Toulouse en 1967.

- La Castiglione, comédie de Régis Gignoux, à la comédie des Champs-Elysées, 1er juin 1929[23],[24].
- La Castiglione, opérette de Marc-Cab jouée en 1967 au Théâtre du Capitole de Toulouse.